# Eugen von Wrede

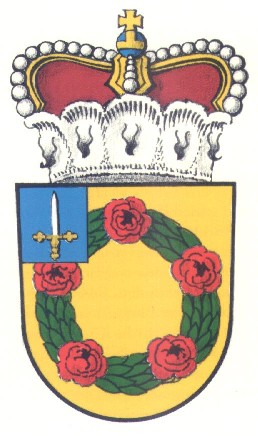
Wappen der Fürsten von Wrede

Eugen Franz Fürst von Wrede (* 4. März 1806 in Heidelberg; † 1. Mai 1845 in Bamberg) war ein deutscher Verwaltungsjurist im Königreich Bayern. 

## Biografie
Er wurde geboren als Sohn des pfalz-bayerischen Offiziers und späteren Feldmarschalls Carl Philipp von Wrede aus dem Haus Wrede, sowie dessen Gattin Sophie Aloysia Agathe Gräfin von Wiser-Siegelsbach (1771–1837), Tochter des Grafen Friedrich Joseph von Wiser-Siegelsbach (1714–1775).
Eugen von Wrede besuchte das von Pater Benedict von Holland geführte Erziehungsinstitut Hollandeum in München und schloss 1823 das (heutige) Wilhelmsgymnasium München ab. Anschließend studierte er Rechtswissenschaft an der Julius-Maximilians-Universität. 1825 wurde er Mitglied des Corps Bavaria Würzburg. 1831 trat er als Assessor am Appellationsgericht zu Ansbach in den  bayerischen Justizdienst ein. Nach Stationen an verschiedenen Gerichten wirkte er am Oberappellationsgericht München; überdies bekleidete er die Würde eines bayerischen Kammerherrn.
Als sein älterer Bruder, der Pfälzische Regierungspräsident Karl Theodor von Wrede, am 16. April 1841, auf eigenen Wunsch in den Ruhestand trat, ernannte ihn König Ludwig I. zu dessen Amtsnachfolger. Hier, in der erst 25 Jahre zuvor ans Königreich Bayern gefallenen, linksrheinischen Rheinpfalz, erwarb er sich große Verdienste um die Entwicklung der Infrastruktur. Das Gebiet hatte sein früheres industrielles Zentrum Mannheim, auf der rechten Rheinseite, an Baden verloren. Wrede verfolgte deshalb die Idee, der Stadt gegenüber, am Platz der früheren Mannheimer Rheinschanze, auf bayerischem Territorium, eine Industrieansiedlung aufzubauen. Er gewann König Ludwig I. dafür und kaufte am 14. März 1843, für den Staat, den dortigen Hafenplatz und die Handelsniederlassung des Tabakhändlers Heinrich Wilhelm Lichtenberger (1811–1872). Dem König zu Ehren nannte man die Siedlung Ludwigshafen. Um ihre Entwicklung zu fördern initiierte Wrede dort auch die Gründung der Bayerisch-Pfälzischen Dampf-Schlepp-Schifffahrts-Gesellschaft. Regierungspräsident Eugen von Wrede und Heinrich Wilhelm Lichtenberger waren die eigentlichen Initiatoren und Gründerväter der späteren Industriemetropole. Lichtenberger wurde 1853, nach der offiziellen Gemeindegründung, auch der erste Bürgermeister der Stadt.
Da Wrede durch die Wiedergründung des aufgehobenen Klosters Oggersheim, Unruhen und Missstimmungen in der überwiegend protestantischen Bevölkerung befürchtete, riet er dem König, anlässlich seines Pfalzbesuchs 1843, nachdrücklich von diesem Wunsch ab, hintertrieb die Angelegenheit und überwarf sich dabei auch mit dem Kultusminister Karl von Abel. Der selbst katholische, jedoch weitgehend antiklerikale Regierungspräsident handelte weniger aus religiösen Motiven, als aus politischer Sorge um eine weitere, positive Entwicklung der Wittelsbacherherrschaft in der liberal-protestantisch dominierten Pfalz. Er scheiterte jedoch an dieser Angelegenheit und fiel bei dem Monarchen in Ungnade. Als sich die Verwirklichung der Neugründung in Oggersheim 1844 abzeichnete, bat Wrede den König um Rückversetzung in den Justizdienst, wobei er allerdings hoffte, die Leitung des Oberappellationsgerichtes München zu erhalten. Er wurde jedoch am 1. März 1845, dem Tag des geplanten Einzugs der ersten Franziskaner-Minoriten im Kloster Oggersheim, zum Leiter des untergeordneten Appellationsgerichtes in Bamberg ernannt und somit rangmäßig zurückgestuft. Schon bald danach, am 1. Mai 1845, starb Fürst Eugen von Wrede in Bamberg. In den damaligen Zeitungsmeldungen wird von einer kurzen Krankheit gesprochen. Der zeitgenössische Journalist Karl Weil schreibt dazu in seinen Konstitutionellen Jahrbüchern:

„Dieser plötzliche und tiefe Sturz wirkte vernichtend auf den von Stolz nicht freien Mann. Kaum befand er sich zwei Monate lang auf seinem neuen Posten in Bamberg so war er – eine Leiche!“

In Ludwigshafen am Rhein erinnert seit 1885 die Wredestraße an ihn.

## Familienverhältnisse
Eugen von Wrede war seit 4. April 1835 vermählt mit Freiin Mathilde Therese von Schaumberg zu Strößendorf (1811–1887).
Aus der Ehe gingen 2 Söhne und eine Tochter hervor. Der Sohn Eugen Adolph von Wrede (* 6. Januar 1839; † 18. Oktober 1909) war k.u.k. Marineoffizier, zuletzt im Rang eines Korvettenkapitäns. Er hatte 1857–1859 als Leutnant an der Novara-Expedition teilgenommen und sich bei der Verteidigung von Lissa (1866) ausgezeichnet.